# Севрюков Василь Кузьмич
Василь Кузьмич Севрюков (15 квітня 1920, село Черемичкіно, тепер Топкинського району Кемеровської області, Російська Федерація — 25 лютого 1977, місто Алма-Ата, тепер Алмати, Казахстан) — радянський казахський діяч, секретар ЦК КП Казахстану, заступник голови Президії Верховної ради Казахської РСР. Депутат Верховної ради Казахської РСР 6—9-го скликань.

## Життєпис
У 1936—1937 роках — вчитель початкової школи; секретар політичного відділу радгоспу.
У 1937—1939 роках — репортер, заступник редактора районної газети «Ленинский путь».
Член ВКП(б) з 1939 року.
У 1939—1940 роках — завідувач відділу, секретар Топкинського районного комітету ВЛКСМ.
З 1940 по 1946 рік служив у прикордонних військах НКВС СРСР.
У 1946—1949 роках — інструктор, завідувач відділу Алма-Атинського міського комітету КП(б) Казахстану.
У 1949—1952 роках — завідувач відділу виконавчого комітету Алма-Атинської міської ради депутатів трудящих.
У 1952—1953 роках — завідувач відділу Алма-Атинського міського комітету КП Казахстану.
У 1953—1958 роках — начальник Алма-Атинського міського управління культури.
У 1958—1961 роках — завідувач відділу Алма-Атинського міського комітету КП Казахстану.
У 1959 році закінчив заочно Казахський державний педагогічний інститут імені Абая, викладач історії.
У 1961 році — заступник завідувача відділу партійних органів ЦК КП Казахстану.
У 1961—1965 роках — завідувач відділу партійних органів ЦК КП Казахстану.
У 1965 — 26 лютого 1971 року — завідувач відділу організаційно-партійної роботи ЦК КП Казахстану.
26 лютого 1971 — 15 липня 1975 року — секретар ЦК КП Казахстану.
У 1975 — лютому 1977 року — заступник голови Президії Верховної ради Казахської РСР.
У лютому 1977 року — 1-й заступник голови Державного комітету Ради міністрів Казахської РСР з питань професійно-технічної освіти.
Помер 25 лютого 1977 року в місті Алма-Аті (Алмати).

## Нагороди
- орден Жовтневої Революції
- два ордени Трудового Червоного Прапора
- медалі